# Венцль, Йозеф
Йозеф Венцль (нем. Josef Wenzl; род. 20 декабря 1984, Цвизель, Бавария) — немецкий лыжник, участник Олимпийских игр в Ванкувере, победитель этапа Кубка мира. Специализируется в спринтерских гонках.

## Карьера
В Кубке мира Венцль дебютировал в декабре 2004 года, в октябре 2007 года одержал пока единственную в карьере победу на этапе Кубка мира, в спринте. Кроме этого на сегодняшний момент имеет 3 попадания в тройку лучших на этапах Кубка мира, 2 в личных и 1 в командных гонках. Лучшим достижением Венцля в общем итоговом зачёте Кубка мира является 43-е место в сезоне 2007/08.
На Олимпиаде-2010 в Ванкувере стал 31-м в спринте свободным стилем.
За свою карьеру принимал участие в трёх чемпионатах мира, лучший результат 14-е место в спринте на чемпионате мира 2007 года.
Использует лыжи производства фирмы Fischer, ботинки и крепления Salomon.